# Erdsterne
Erdsterne (Geastrum) sind eine Pilzgattung aus der Familie der Erdsternverwandten. Sie werden heute in die Ordnung der Erdsternartigen (Geastrales) eingeordnet. Die Einordnung bei den Bauchpilzen (Gastromycetes oder Gasteromycetes) ist veraltet. Dies gilt ebenfalls für die Einordnung zu den Stinkmorchelartigen (Phallales). Der Gattungsname leitet sich aus den altgriechischen Wörtern γῆ ge für Erde und ἀστήρ astér oder ἄστρον ástron für Stern ab.

## Merkmale

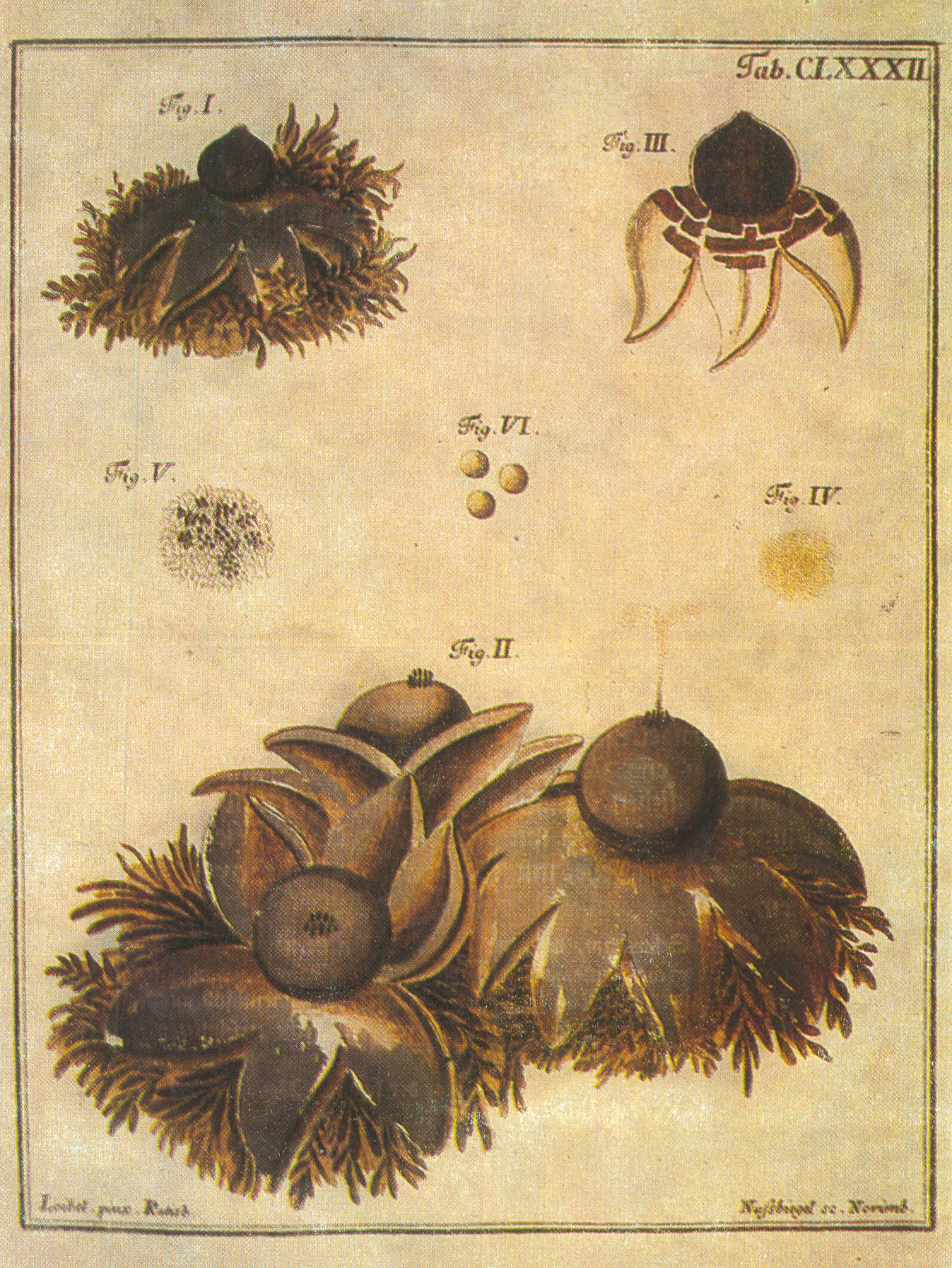
Die Farbtafel in Schaeffer (1763) gilt als früheste farbige Abbildung von Geastrum rufescens.

### Makroskopische Merkmale
Die Erdsterne wachsen zunächst unterirdisch heran und haben eine kugelige, geschlossene Form. Die dicke Außenhülle (Exoperidie) besteht aus 3 Schichten, die Myzelial-, Faser- und Pseudoparenchymschicht (von außen nach innen). Letztere ist für das Aufreißen der Peridie verantwortlich; sie quillt auf, so dass die Hülle des Fruchtkörpers vom Scheitel ausgehend sternförmig aufplatzt. Dabei biegen sich die entstehenden Lappen nach außen, so dass sich die innere kugelige Hülle (Endoperidie) mit den darin enthaltenen Sporen nach oben an die Erdoberfläche hebt. Bei den Nest-Erdsternen löst sich die äußere Myzelial- von der Faserschicht bis auf die Lappenspitzen und bleibt im Boden zurück, so dass sich nur die beiden inneren Schichten nach außen krümmen und der Fruchtkörper vom Myzel abgetrennt wird. Beim Riesen-Erdstern (G. melanocephalum) bleibt die sehr dünne Innen- mit der Außenhülle verbunden, so dass beim Öffnen der Fruchtteil (Gleba) freigelegt wird. Der Stiel des inneren Teils des Fruchtkörpers heißt Columella. Oben im Scheitel der Hülle befindet sich ein kleines Loch. Die Mündung der Öffnung wird als Peristom bezeichnet. Es kann glatt, faserig oder gefurcht ausgebildet sein. Fallen ein oder mehrere Regentropfen darauf, können die sich in der Hülle befindenden Sporen durch den entstehenden Druck – ähnlich wie bei den Stäublingen – daraus entweichen und sorgen so für die Verbreitung der Art. Einige Spezies sind hygroskopisch, sie öffnen sich also bei Feuchtigkeit und schließen sich bei Trockenheit.

### Mikroskopische Merkmale
Die kugeligen Sporen sind warzig und messen drei bis sieben Mikrometer.

## Ökologie
Die meisten Erdsterne wachsen in Steppen oder auf sandigem Boden; viele Arten mögen außerdem trockene und warme Bedingungen. Die Erdsterne leben von totem organischem Material.

## Arten
Weltweit existieren etwa 60 Arten. In Europa kommen rund zwei Dutzend Arten vor bzw. sind dort zu erwarten.
| Erdsterne (Geastrum) in Europa |                                                 |                                    |
| \| Deutscher Name \| Wissenschaftlicher Name \| Autorenzitat \| \| ------------------------------------ \| ----------------------------------------------- \| ---------------------------------- \| \| Starkbehöfter Erdstern \| Geastrum berkeleyi beschrieben als Geaster \| Massee 1889 \| \| Feld-Erdstern \| Geastrum campestre beschrieben als Geaster \| Morgan 1887 \| \| Tschechischer Erdstern \| Geastrum campestre var. pouzarii \| (V. J. Staněk 1954) Calonge 1998 \| \| Brustwarzen-Erdstern \| Geastrum corollinum beschrieben als Geaster \| (Batsch 1783) Hollós 1903 \| \| Dunkler Erdstern \| Geastrum coronatum \| Persoon 1801 : Persoon 1801 \| \| Napf-Erdstern \| Geastrum elegans beschrieben als Geaster \| Vittadini 1842 \| \| Gewimperter Erdstern \| Geastrum fimbriatum beschrieben als Geaster \| Fries 1829 \| \| Blumen-Erdstern \| Geastrum floriforme beschrieben als Geaster \| Vittadini 1842 \| \| Großer Nest-Erdstern \| Geastrum fornicatum \| (Hudson 1762) Hooker 1821 \| \| Ungarischer Erdstern \| Geastrum hungaricum beschrieben als Geaster \| Hollós 1901 \| \| Kotlabas Erdstern \| Geastrum kotlabae \| V. J. Staněk in Pilát 1958 \| \| Flaschenförmiger Erdstern \| Geastrum lageniforme beschrieben als Geaster \| Vittadini 1842 \| \| Riesen-Erdstern \| Geastrum melanocephalum \| (Czernajew 1845) V. J. Staněk 1956 \| \| Halskrausen-Erdstern \| Geastrum michelianum beschrieben als Geaster \| (Sacc. 1862) W. G. Sm. 1873 \| \| Zwerg-Erdstern \| Geastrum minimum \| Schweinitz 1822 \| \| \| Geastrum morganii beschrieben als Geaster \| Lloyd 1901 \| \| Kamm-Erdstern \| Geastrum pectinatum \| Persoon 1801 : Persoon 1801 \| \| Schwachgehöfter Erdstern \| Geastrum pseudolimbatum beschrieben als Geaster \| Hollós 1901 \| \| Kleiner Nest-Erdstern \| Geastrum quadrifidum \| Persoon 1794 : Persoon 1801 \| \| Rötender Erdstern \| Geastrum rufescens \| Persoon 1794 : Persoon 1801 \| \| Eingesenkter Erdstern \| Geastrum saccatum beschrieben als Geaster \| Fries 1829 \| \| Heide-Erdstern \| Geastrum schmidelii beschrieben als Geaster \| Vittadini 1842 \| \| Schalen- und Breitstieliger Erdstern \| Geastrum smardae \| V. J. Staněk 1956 \| \| Kragen-Erdstern \| Geastrum striatum \| De Candolle 1805 \| \| Wurzelnder Erdstern \| Geastrum welwitschii \| Montagne 1856 \| |                                                 |                                    |
| Deutscher Name | Wissenschaftlicher Name                         | Autorenzitat                       |
| Starkbehöfter Erdstern | Geastrum berkeleyi beschrieben als Geaster      | Massee 1889                        |
| Feld-Erdstern | Geastrum campestre beschrieben als Geaster      | Morgan 1887                        |
| Tschechischer Erdstern | Geastrum campestre var. pouzarii                | (V. J. Staněk 1954) Calonge 1998   |
| Brustwarzen-Erdstern | Geastrum corollinum beschrieben als Geaster     | (Batsch 1783) Hollós 1903          |
| Dunkler Erdstern | Geastrum coronatum                              | Persoon 1801 : Persoon 1801        |
| Napf-Erdstern | Geastrum elegans beschrieben als Geaster        | Vittadini 1842                     |
| Gewimperter Erdstern | Geastrum fimbriatum beschrieben als Geaster     | Fries 1829                         |
| Blumen-Erdstern | Geastrum floriforme beschrieben als Geaster     | Vittadini 1842                     |
| Großer Nest-Erdstern | Geastrum fornicatum                             | (Hudson 1762) Hooker 1821          |
| Ungarischer Erdstern | Geastrum hungaricum beschrieben als Geaster     | Hollós 1901                        |
| Kotlabas Erdstern | Geastrum kotlabae                               | V. J. Staněk in Pilát 1958         |
| Flaschenförmiger Erdstern | Geastrum lageniforme beschrieben als Geaster    | Vittadini 1842                     |
| Riesen-Erdstern | Geastrum melanocephalum                         | (Czernajew 1845) V. J. Staněk 1956 |
| Halskrausen-Erdstern | Geastrum michelianum beschrieben als Geaster    | (Sacc. 1862) W. G. Sm. 1873        |
| Zwerg-Erdstern | Geastrum minimum                                | Schweinitz 1822                    |
| | Geastrum morganii beschrieben als Geaster       | Lloyd 1901                         |
| Kamm-Erdstern | Geastrum pectinatum                             | Persoon 1801 : Persoon 1801        |
| Schwachgehöfter Erdstern | Geastrum pseudolimbatum beschrieben als Geaster | Hollós 1901                        |
| Kleiner Nest-Erdstern | Geastrum quadrifidum                            | Persoon 1794 : Persoon 1801        |
| Rötender Erdstern | Geastrum rufescens                              | Persoon 1794 : Persoon 1801        |
| Eingesenkter Erdstern | Geastrum saccatum beschrieben als Geaster       | Fries 1829                         |
| Heide-Erdstern | Geastrum schmidelii beschrieben als Geaster     | Vittadini 1842                     |
| Schalen- und Breitstieliger Erdstern | Geastrum smardae                                | V. J. Staněk 1956                  |
| Kragen-Erdstern | Geastrum striatum                               | De Candolle 1805                   |
| Wurzelnder Erdstern | Geastrum welwitschii                            | Montagne 1856                      |

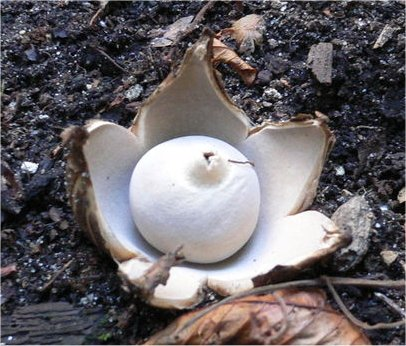
Gewimperter Erdstern Geastrum fimbriatum
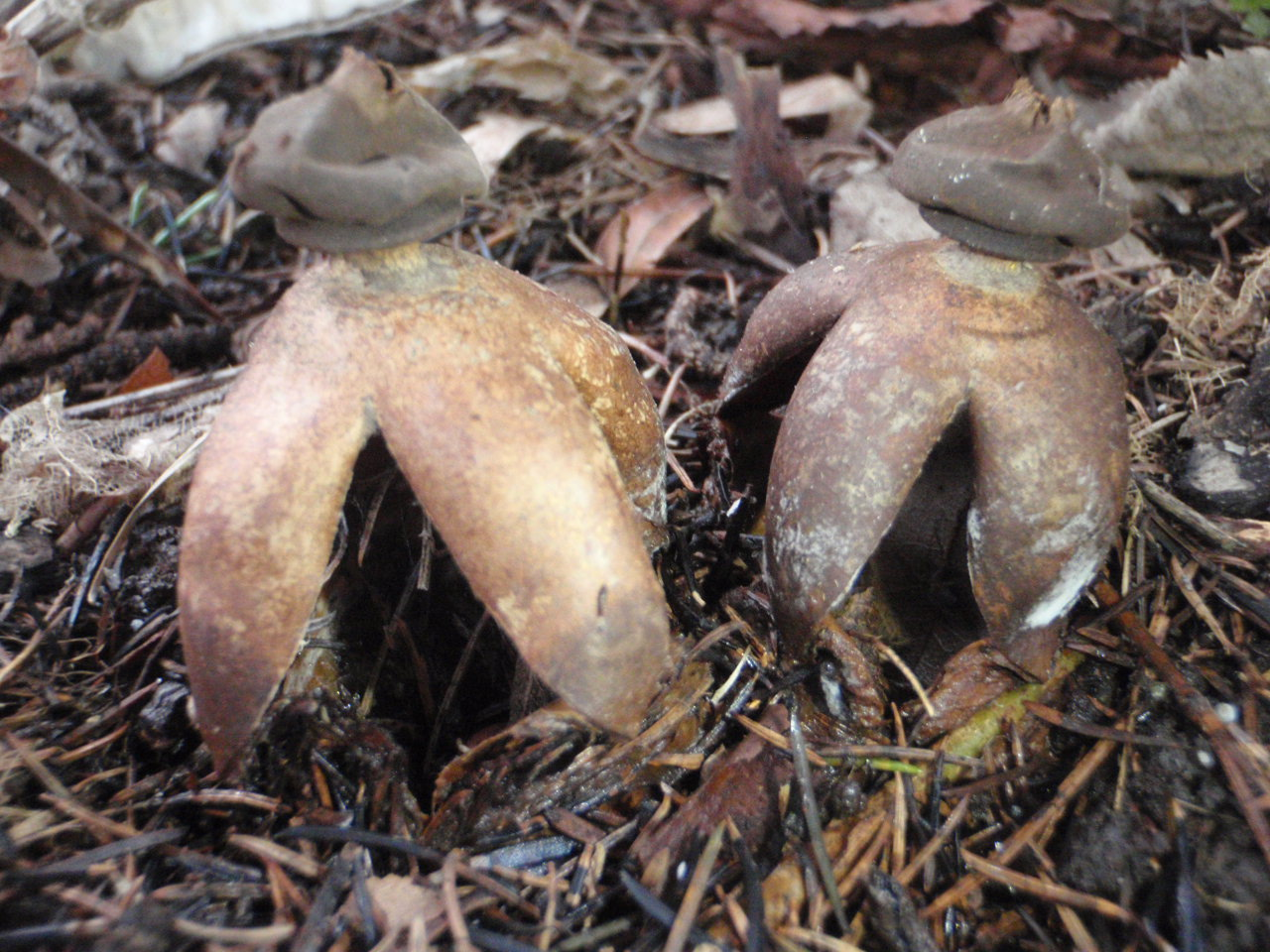
Großer Nest-Erdstern Geastrum fornicatum
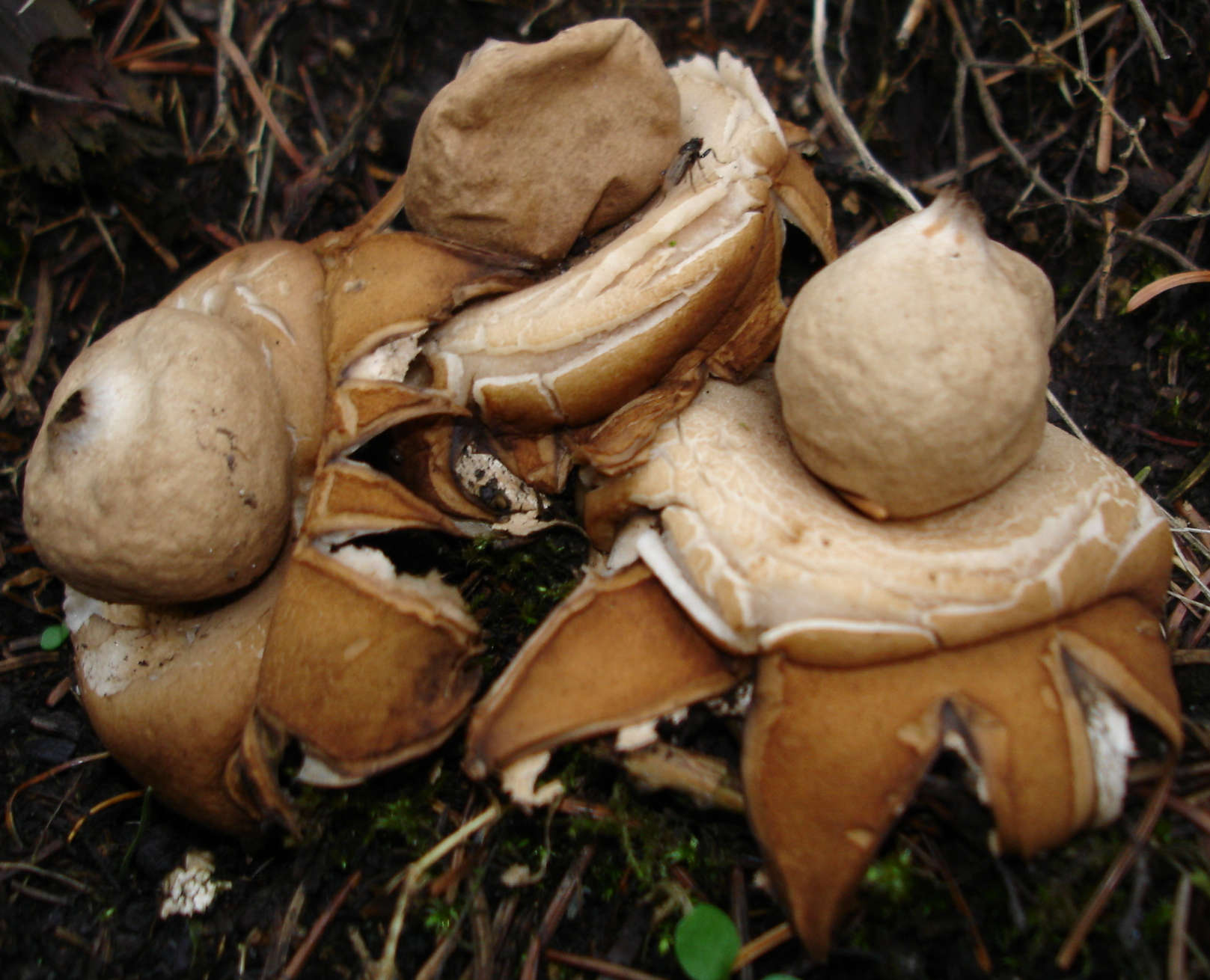
Halskrausen-Erdstern Geastrum triplex
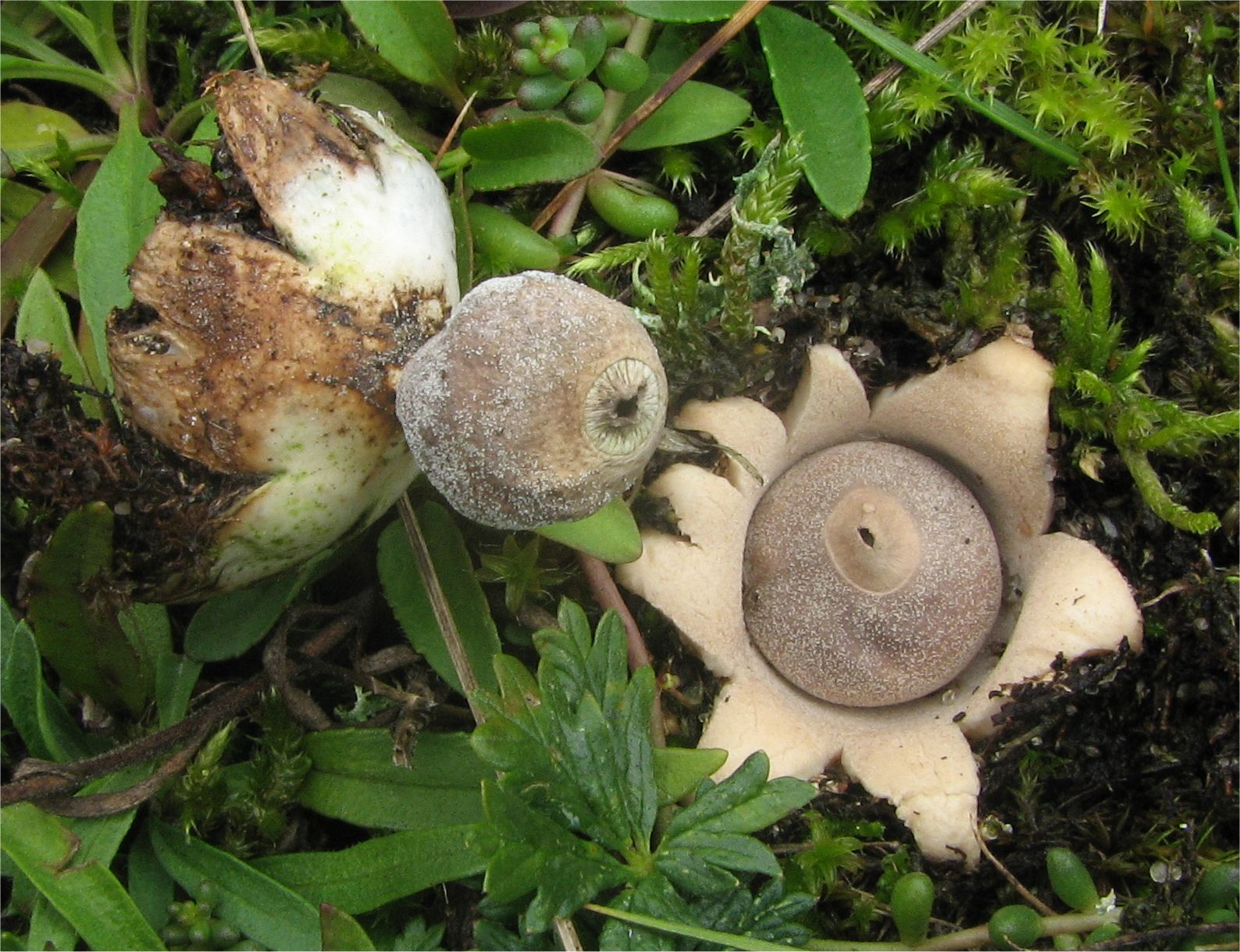
Zwerg-Erdstern Geastrum minimum
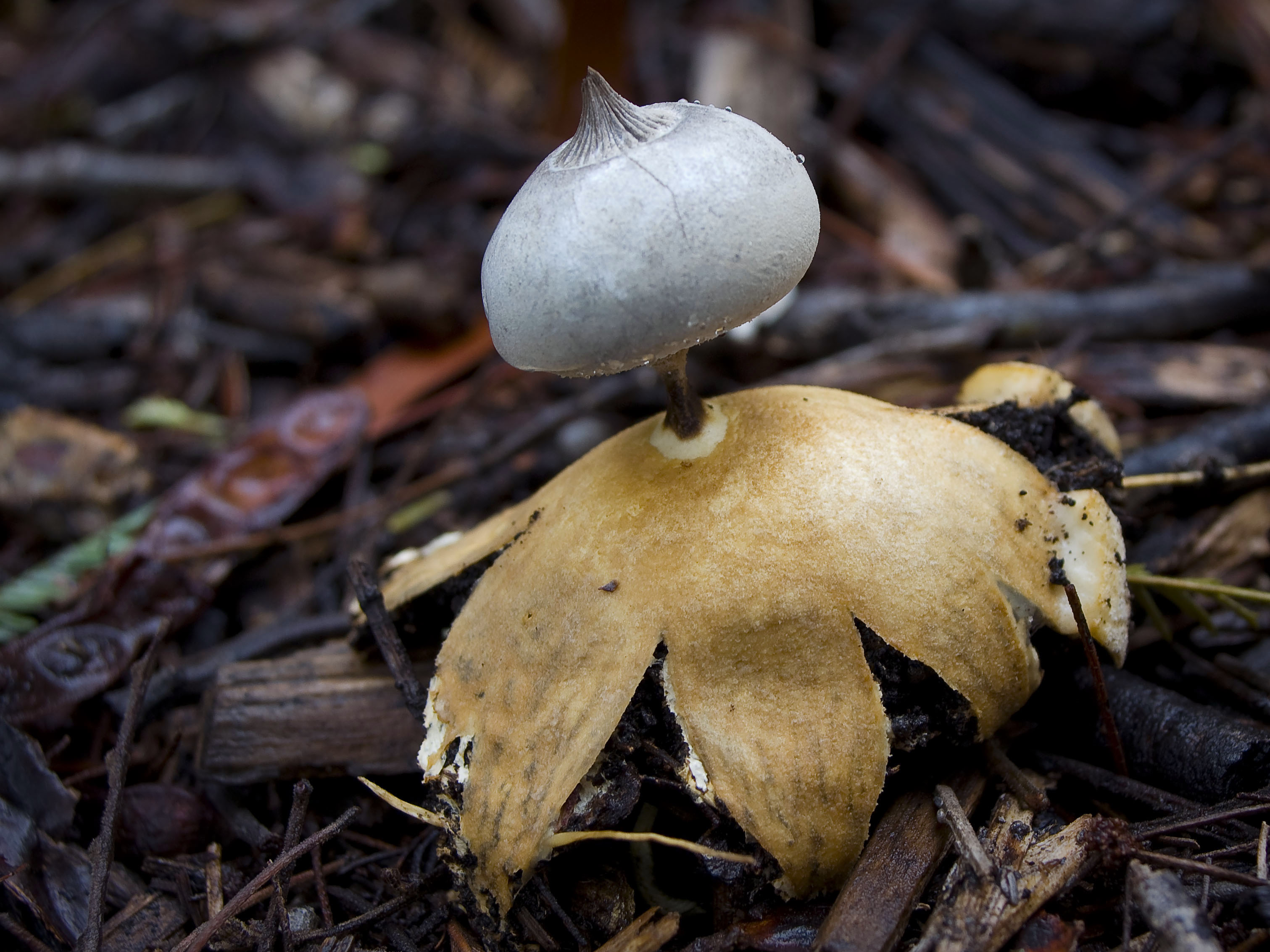
Kamm-Erdstern Geastrum pectinatum
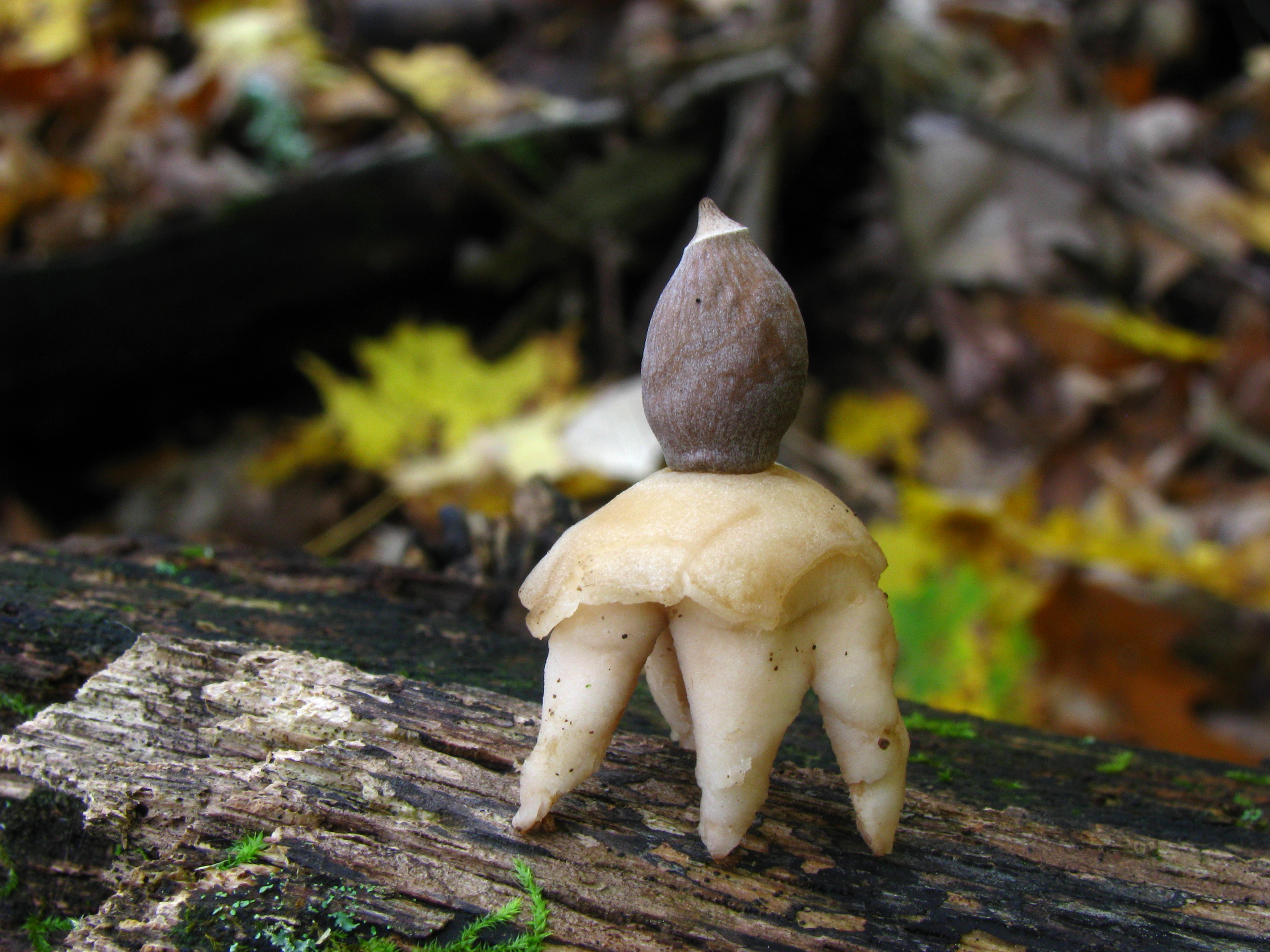
Kleiner Nest-Erdstern Geastrum quadrifidum
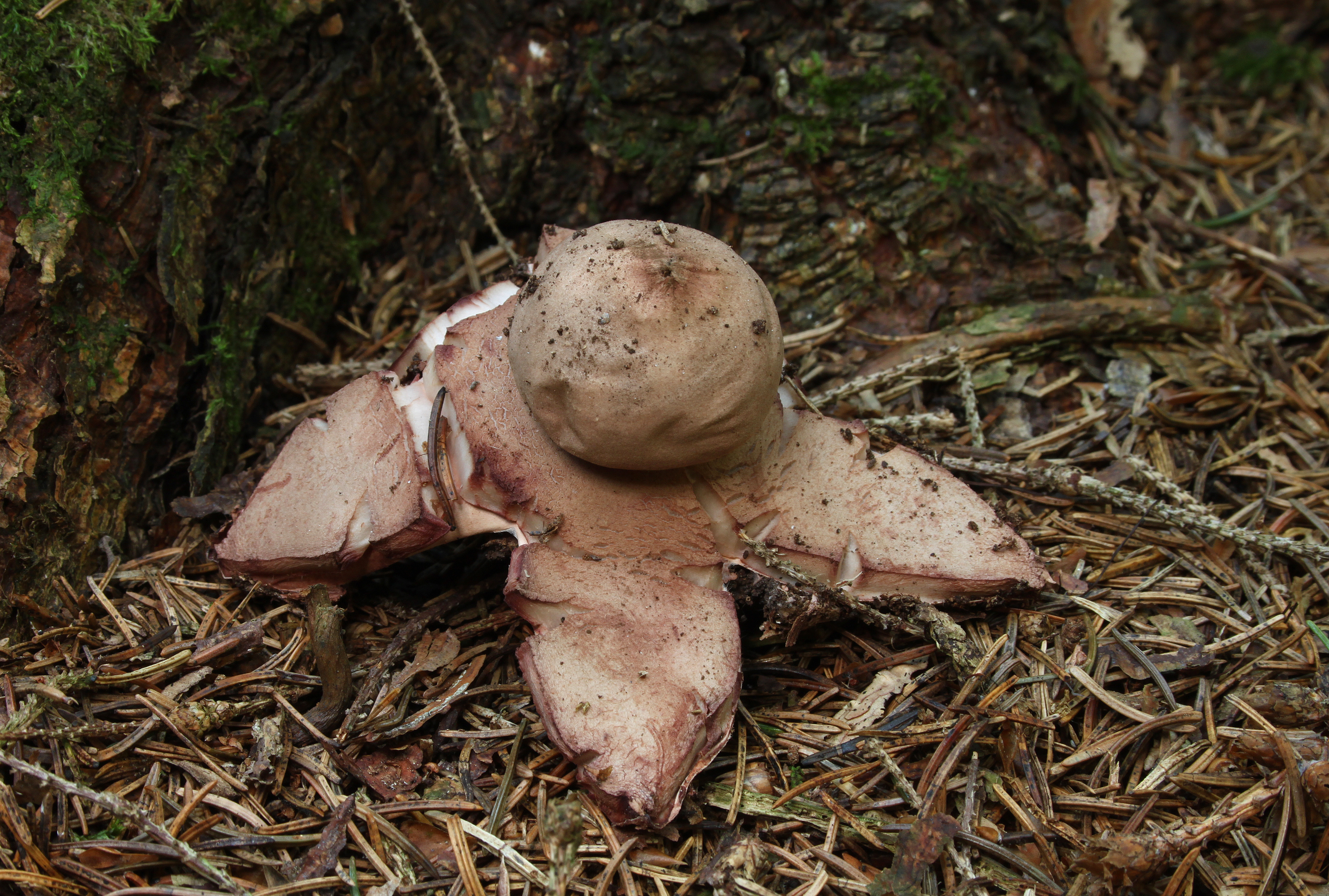
Rötender Erdstern Geastrum rufescens
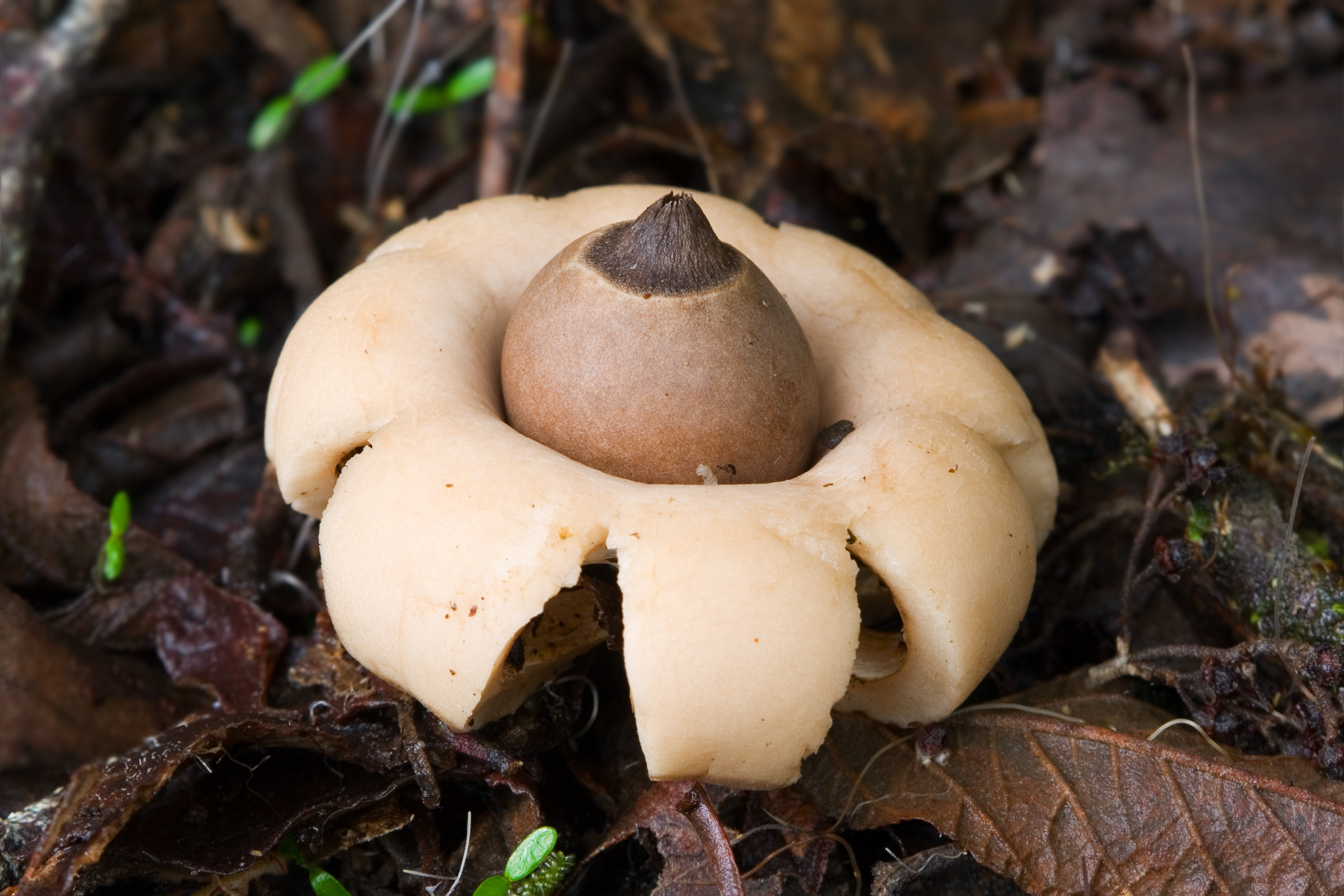
Eingesenkter Erdstern Geastrum saccatum
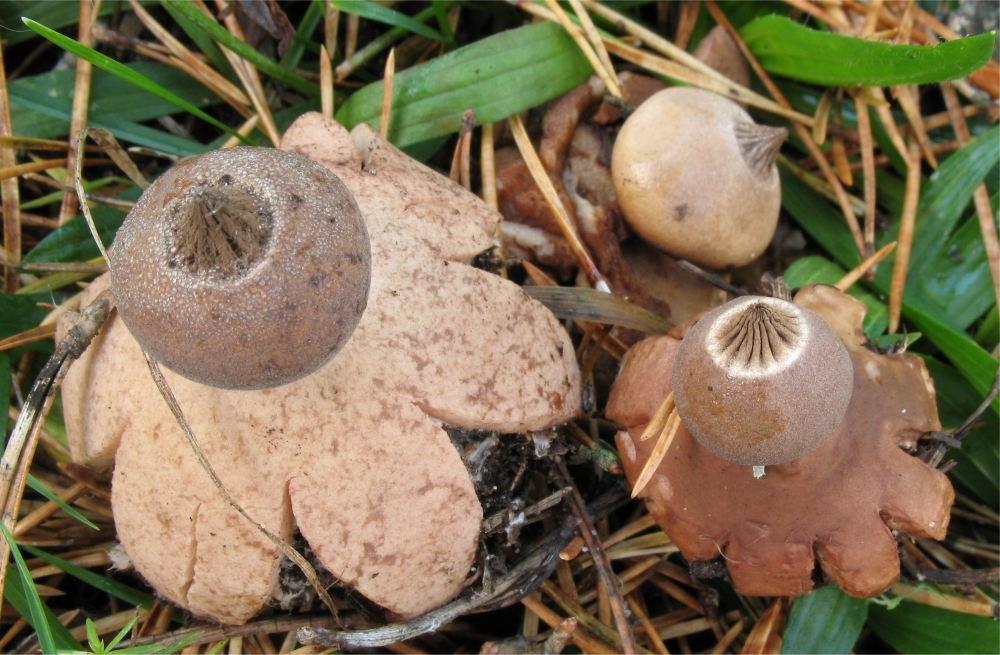
Kragen-Erdstern Geastrum striatum

## Bedeutung
Als Speisepilze sind die Erdsterne nicht zu verwenden, sie sind ungenießbar. Einige Autoren vermuten jedoch, dass die noch unter der Erde befindlichen jungen Fruchtkörper essbar sind.

## Geschichte
Die früheste nachgewiesene Erwähnung von Erdsternen erfolgte durch Christophoro Merrett in einer Aufzählung und Beschreibung von britischen Pflanzen im Jahr 1667.
Im Dezember 1744 veröffentlichte der englische Apotheker, Arzt und Naturforscher Sir William Watson (1715–1787) eine Erstbeschreibung der Pilzgattung Erdsterne (Geastrum), die unter europäischen Botanikern auf großes Interesse stieß.